# Heterophleps sinearia
Heterophleps sinearia là một loài bướm đêm trong họ Geometridae.